# 63162 Davidčapek
(63162) Davidčapek, denumire internațională (63162) Davidcapek, este un asteroid din centura principală de asteroizi.

## Descriere
63162 Davidčapek este un asteroid din centura principală de asteroizi. A fost descoperit pe 22 decembrie 2000 la Observatorul din Ondřejov de Petr Pravec și Peter Kušnirák. Asteroidul prezintă o orbită caracterizată de o semiaxă mare de 3,16 ua, o excentricitate de 0,16 și o înclinație de 17,5° în raport cu ecliptica.